# Druckschleuse
Eine Druckschleuse ist ein hermetisch verschließbarer Raum zwischen zwei verschiedenen Druckbereichen, der das Wechseln von dem einen in den anderen ermöglicht, ohne dass es dabei zwischen beiden Bereichen zu einem Druckausgleich kommt.
Die Druckschleuse wird zum Ein- und Ausschleusen von Gasen, Flüssigkeiten und festen Stoffen benutzt. Am bekanntesten ist jedoch der Einsatz für Menschen, die sich an Orten mit einem höheren oder tieferen Druck als dem normalen Luftdruck der Erdoberfläche aufhalten. Sie dient auch häufig dazu, die negativen Auswirkungen bei der Kompression und Dekompression zu verhindern. Druckschleusen finden wir deshalb z. B.
- bei U-Booten zum Verlassen bzw. Betreten während des Tauchens;
- bei Weltraumeinsätzen zum Verlassen bzw. Betreten des Flugkörpers;
- beim Einsatz von Taucherglocken, Taucherschächten und Taucherglockenschiffen;
- bei Dekompressionskammern;
- bei Unterwasserarbeiten an Schleusentoren[1];
- im Tunnelbau bei U-Bahnen, wenn diese zur Verhinderung von Wassereinbrüchen unter erhöhten Druck gesetzt werden[2];
- ebenso bei Arbeiten an der Kanalisation, auch bei reinem Maschineneinsatz[3];
- im Untertage-Bergbau für Versorgungsbomben und Personenrettung;
- bei Traglufthallen.

Da es sich hierbei meist um den Druckausgleich der atembaren Luft handelt, wird die Schleuse häufig auch als Luftschleuse bezeichnet.

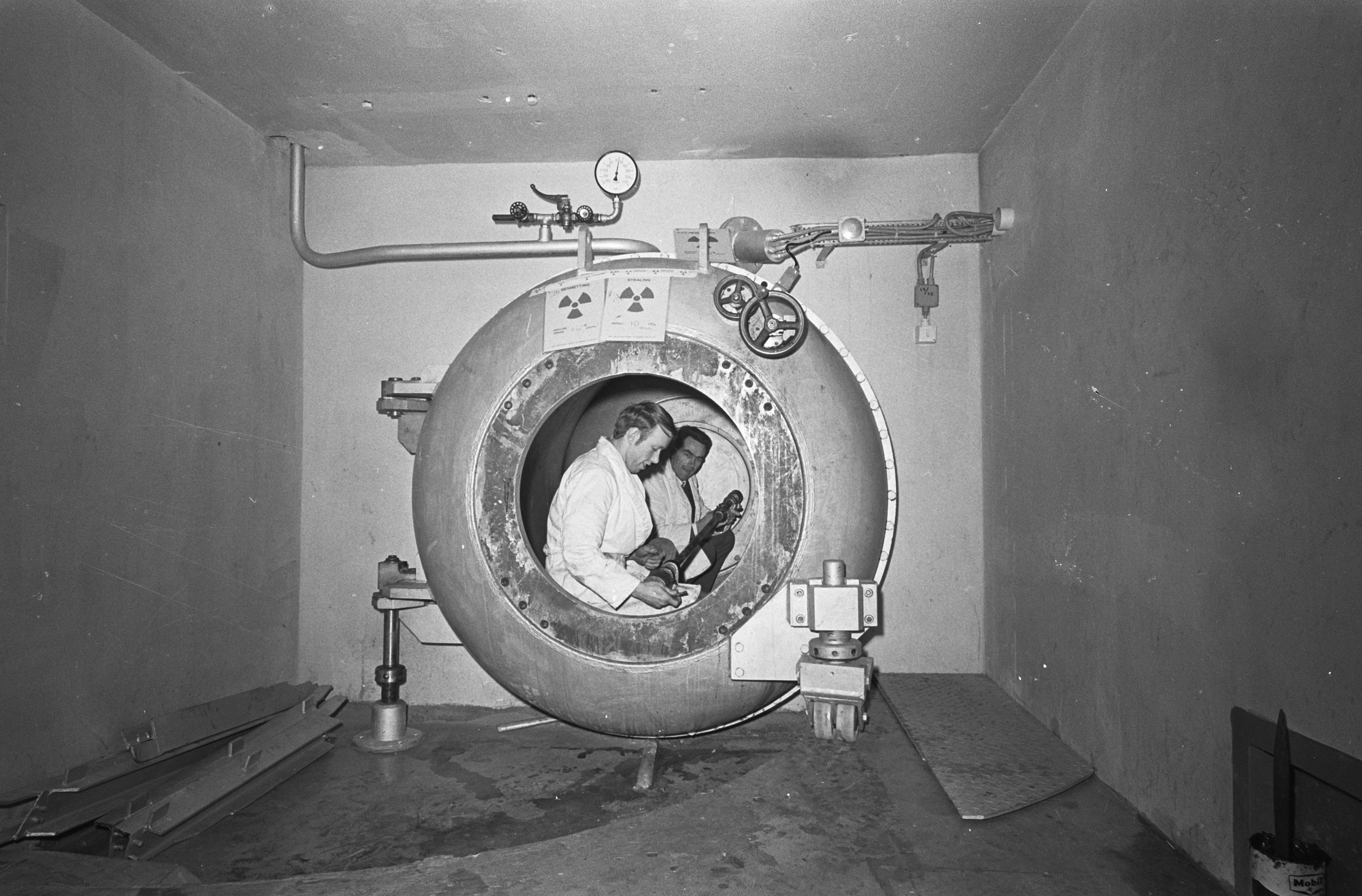
Druckschleuse im Betonschutzmantel des Kernkraftwerk Dodewaard
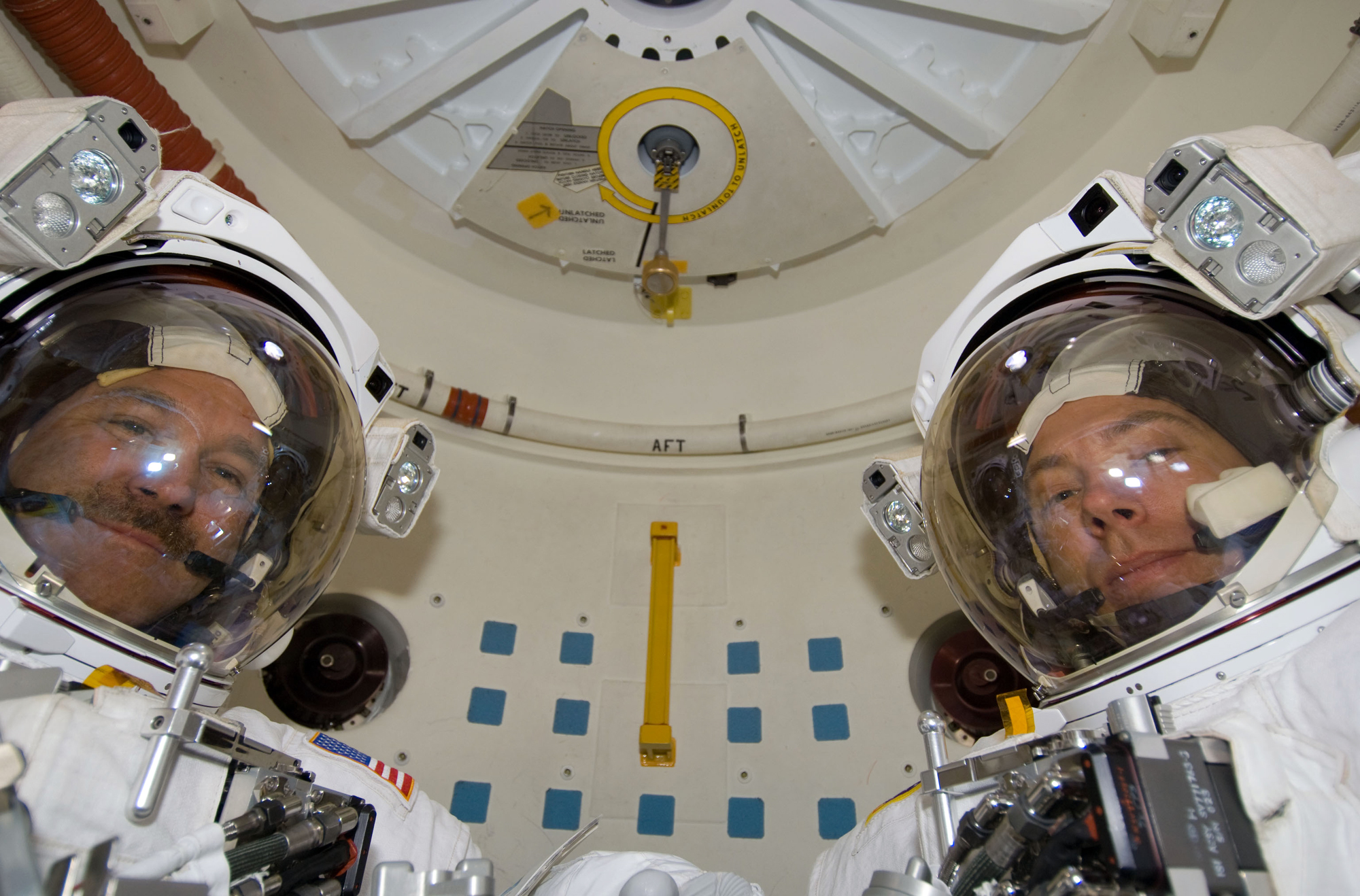
John Grunsfeld und Andrew Feustel in der Druckschleuse der Raumfähre Atlantis
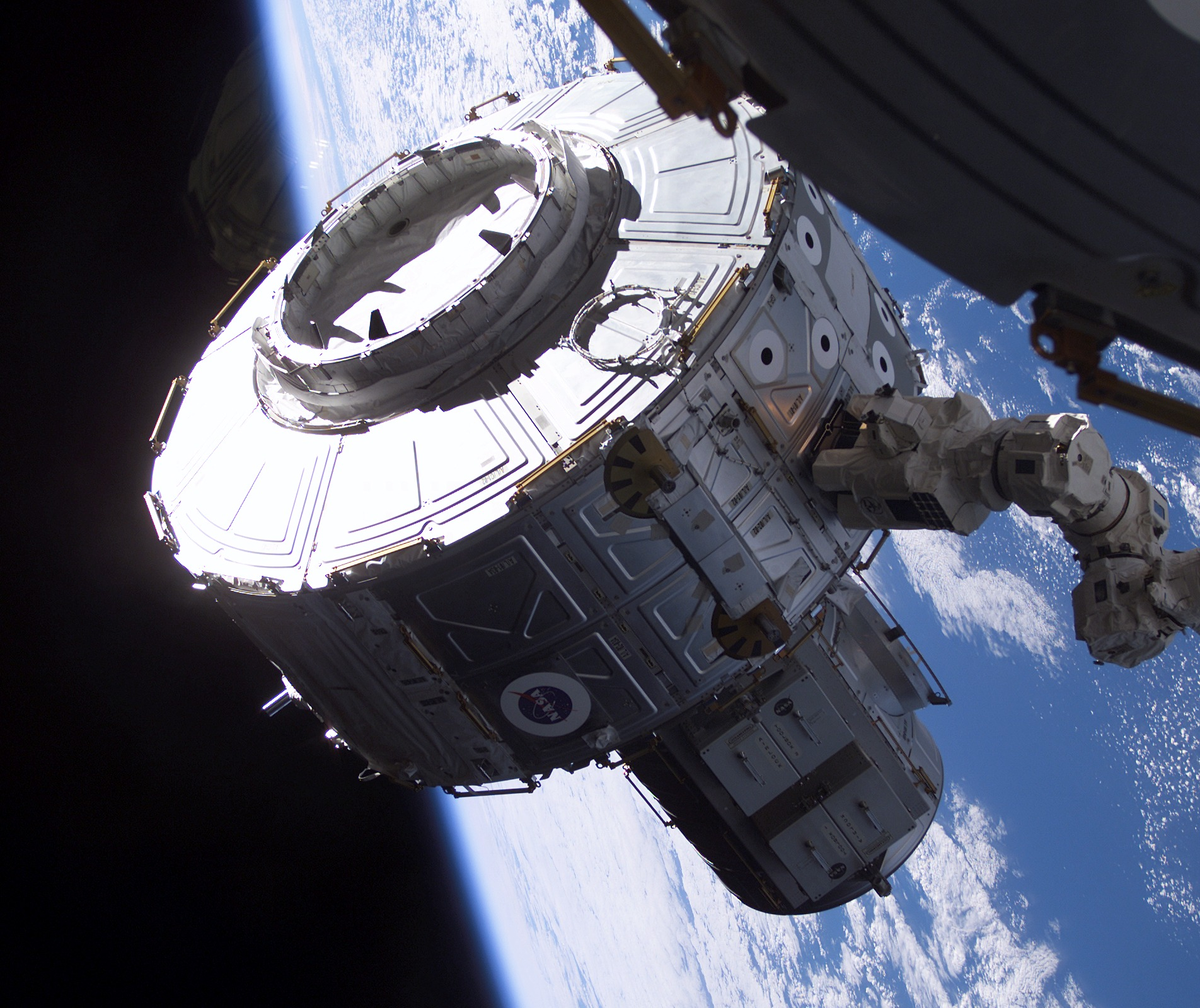
Installation des Schleusenmoduls Quest an der ISS während STS-104
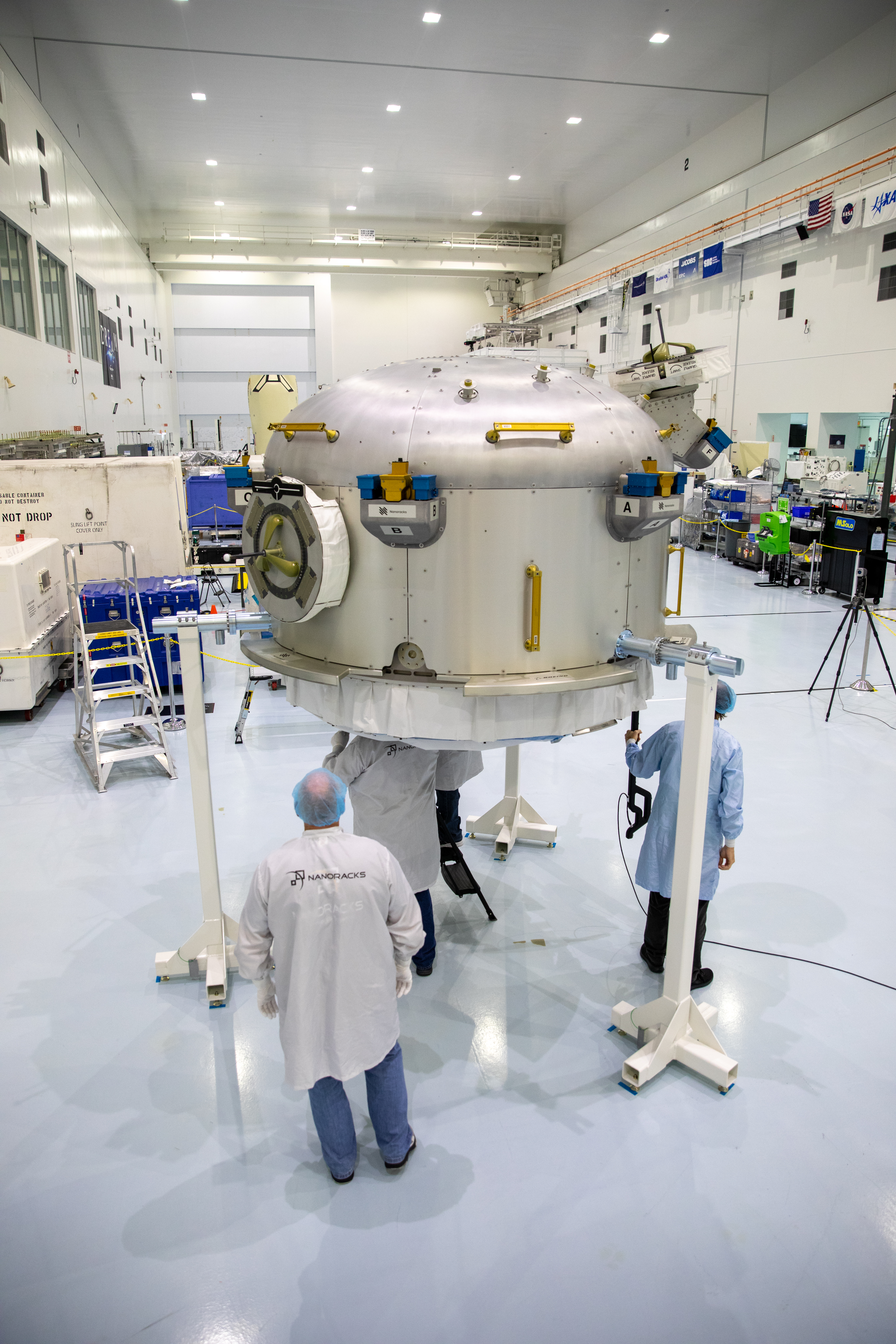
ISS-Modul Bishop
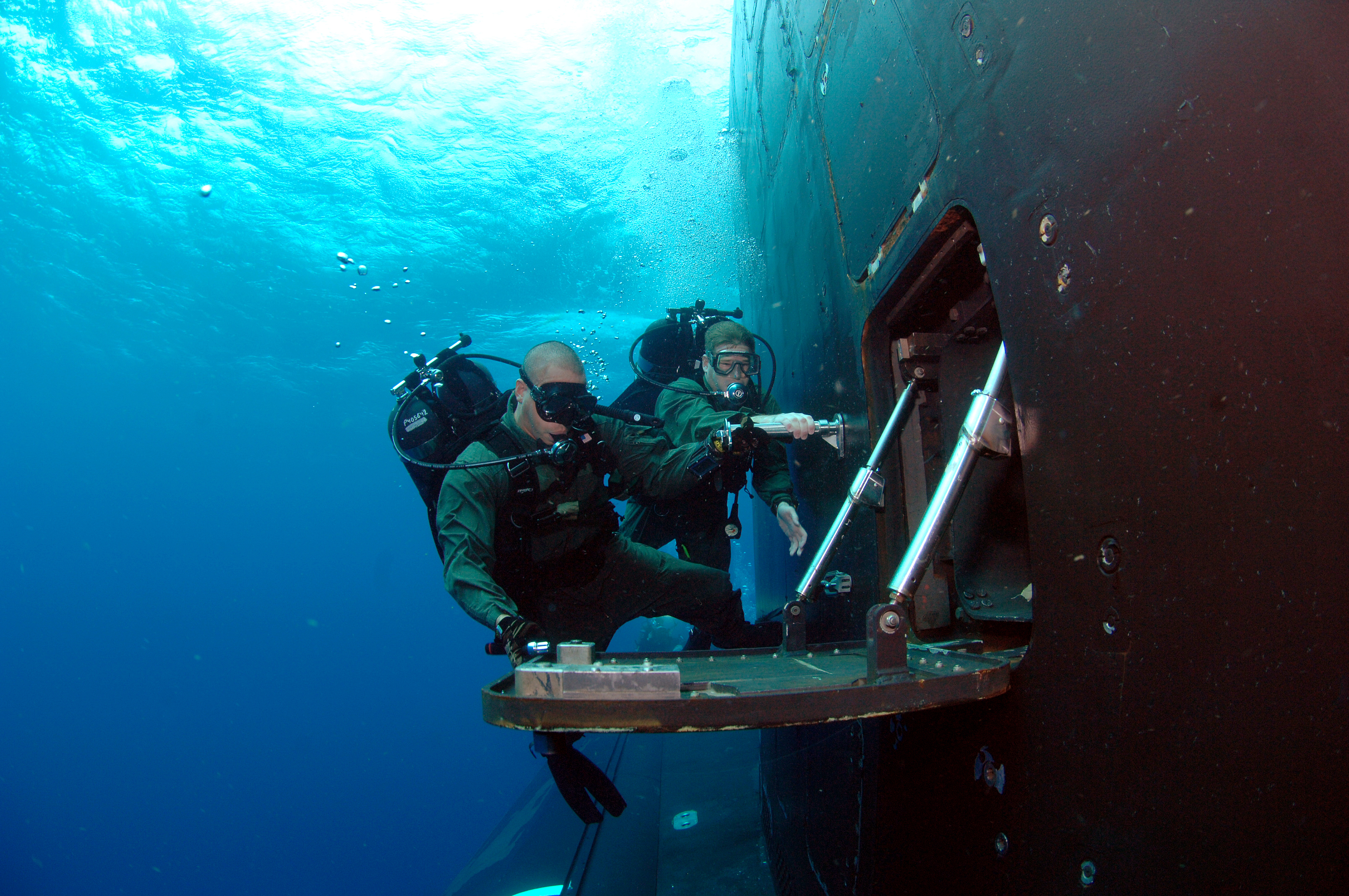
Zwei SEALs an einer Druckschleuse der Hawaii
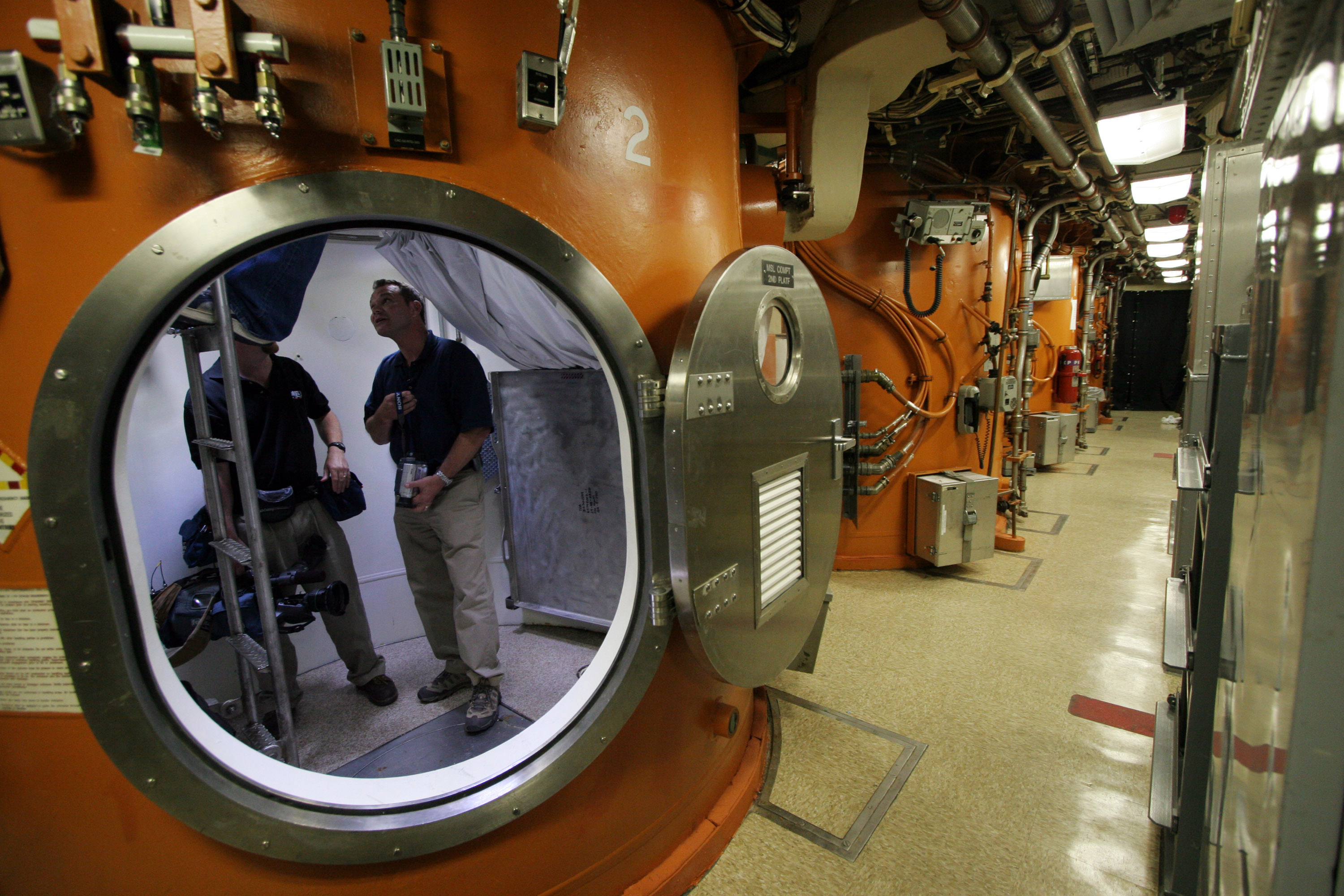
Druckschleuse der Florida
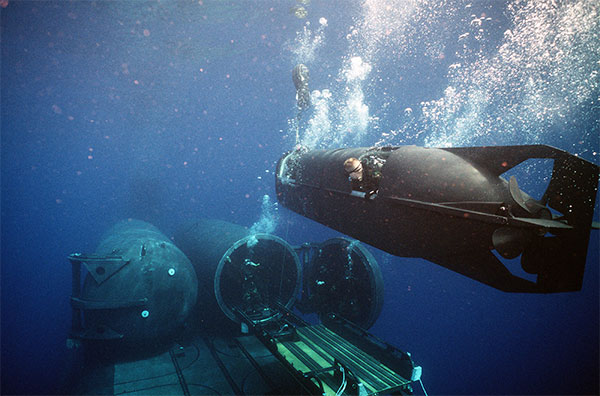
Ein SDV manövriert in ein DDS der Kamehameha